# Quack Pack
Quack Pack é uma série de televisão animada do gênero sitcom americana produzida pela Walt Disney Television Animation, apresentando o Pato Donald e seus sobrinhos. A série estreou em 3 de setembro de 1996 como parte do bloco de programação "Disney Afternoon", seguindo o grande sucesso da Goof Troop. A série teve uma temporada com 39 episódios.
No Brasil, o desenho animado foi exibido nos programas Disney Club e Disney CRUJ e no Bom Dia & Cia, na época de Jackeline Petkovic, todos no SBT e no Disney Channel, Disney XD e Disney+. Já foi exibido no extinto TV Xuxa, na Rede Globo, mas com outro nome: "O Pato Donald e Seus Sobrinhos".
Em Portugal, o desenho animado foi exibido na segunda metade dos anos 90 no espaço Clube Disney da RTP 1, depois foi exibido desde 2001 até 2004 no Disney Channel e mais tarde foi exibido desde 2011 até 2012 no Disney Cinemagic, e em 2013 voltou a ser exibido no Disney Channel e em 2015 foi exibido por algum tempo na SIC através do bloco infantil Disney Kids no fim-de-semana.

## Enredo
A série gira em torno de Donald e versões pré-adolescentes de seus sobrinhos Huguinho, Zezinho e Luisinho. A idade real dos meninos não é certa. Donald trabalha como cinegrafista ao lado de Margarida, que é repórter. O grupo viaja pelo mundo à procura de uma grande colher.
Huguinho, Zezinho e Luisinho têm personalidades mais distintas do que quando foram apresentadas como mais jovens. Eles costumam recorrer a medidas extremas e estranhas para evitar problemas com o tio e alcançar suas ambições. Eles costumam fazer isso enganando Donald, ou quem quer que eles queiram manipular. Mas eles geralmente se sentem culpados por qualquer um dos erros cometidos, que podem ter perturbado os entes queridos, provando que eles possuem uma boa moral. Huguinho, Zezinho e Luisinho compartilham paixões semelhantes, como ouvir rock, se vingar de quem os enfurece, impressionar garotas, ganhar dinheiro, fazer brincadeiras, modelos que admiram, jogam jogos e leem quadrinhos. Eles também compartilham um profundo conhecimento de carros e mecânicos. Mas há certos aspectos de suas personalidades que se destacam mais em cada um deles.

## Personagens
- Pato Donald: veste camisa havaiana azul florida. Mora com seus sobrinhos. É cinegrafista do programa apresentado pela Margarida.
- Huguinho (Huey ou Huebert), Zezinho (Dewey ou Dewis) e Luisinho (Louie ou Louis): sobrinhos de Donald.
- Margarida (Daisy): é apresentadora do programa chamado 'O que há com o mundo'. Ela viaja por vários países em busca de grandes reportagens. Donald e os sobrinhos a acompanham.
- Kent Powers: chefe de Margarida e Donald.
- Gumpki (Gwumpki): imigrante vindo da Blatasmórkia (ou Gladismórkia). Tem uma lanchonete que é freqüentada pelos sobrinhos de Donald.
- Prof. Ludovico von Pato (Ludwig von Drake): inventor.
- Saurinho (Knuckles): iguana de estimação de Margarida.

## Dublagem brasileira
- Estúdio: Delart, RJ
- Direção: Isaac Bardavid
- Elenco de vozes:

Pato Donald .... Cláudio Galvan
Margarida .... Vera Miranda
Huguinho .... Patrick de Oliveira
Zezinho .... Bruno Miguel
Luisinho .... Sérgio Cantú
Kent Powers .... Maurício Berger
Ludovico Von Pato .... Telmo de Avelar

## Ligações Externas
- Quack Pack. no IMDb.